# Brian Pillman
Ne doit pas être confondu avec Brian Pillman, Jr..
Brian William Pillman (né le 22 mai 1962 à Cincinnati, Ohio et mort le 5 octobre 1997 à Bloomington, Minnesota) est un joueur de football américain ainsi qu'un catcheur (lutteur professionnel) américain.
Joueur de football américain à l'université Miami d'Oxford, Ohio au poste d'arrière il signe comme agent libre avec les Bengals de Cincinnati en 1984. Il y reste seulement une saison et participe ensuite aux camps d'entraînement d'avant saison des Bills de Buffalo en 1985 avant de tenter sa chance dans la Ligue canadienne de football chez les Stampeders de Calgary en 1986 avant d'arrêter sa carrière de footballeur.
Alors qu'il est au Canada, il décide de s'entraîner auprès de Stu Hart afin de devenir catcheur. Il fait ses premiers combats à la Stampede Wrestling, la fédération d'Hart en 1986 avant de retourner aux États-Unis en 1989 à la World Championship Wrestling (WCW). Il s'y fait connaître d'abory devient populaire en devenant le premier champion des poids-lourds légers de la WCW fin 1991 et détient une seconde fois ce titre courant 1992. Il y fait équipe avec Steve Austin avec qui il remporte le championnat du monde par équipe de la WCW ainsi que le unifié avec le championnat du monde par équipe de la National Wrestling Alliance. Il quitte la WCW en 1996 et rejoint la World Wrestling Federation l'année suivante. Il meurt d'une crise cardiaque dans une chambre d'hôtel de Bloomington, Minnesota.

## Carrière dans le football américain
Pillman perd son père peu de temps après sa naissance. Il développe un polype à la gorge aux alentours de ses deux ans et passe donc beaucoup de temps à l'hôpital, subissant près de 40 opérations qui lui donnent une voix rauque.
Alors qu'il était à l'université Miami d'Oxford, Ohio, Pillman faisait du football américain pour les Redhawks de Miami en tant qu'arrière où il était connu pour ses records de « tacles à perdition ». Il s'en allait pour la National Football League sans avoir été drafté, rejoignant les Bengals de Cincinnati (l'équipe de sa ville) en tant que joueur libre en 1984 et plus tard la Ligue canadienne de football pour les Stampeders de Calgary en 1986. Il a aussi joué pour les Bills de Buffalo lors de la pré-saison en 1985, mais il n'était pas conservé et choisit avant le commencement de la saison. Ses attentes d'intégrer l'équipe des Bengals étaient publiés dans une série d'articles dans le journal The Cincinnati Enquirer. Pendant sa carrière de footballeur, Pillman commençait à prendre des stéroïdes et des anti-douleurs pour ses performances, ce qui lui causera des ennuis de santé pour le reste de sa vie.

## Carrière dans le catch

### Stampede Wrestling
Après l'arrêt de sa carrière de footballeur, Pillman restait au Canada et commençait à s'entraîner en tant que catcheur sous les ordres de Stu Hart et de ses fils. Il débutait sous son nom réel en 1986 dans la fédération des Hart située à Calgary, Alberta dans la Stampede Wrestling.

## World Championship Wrestling (1989-1994)

### Flyin' Brian (1989-1993)
En 1989, Pillman est retourné aux États-Unis et a commencé à lutter pour la World Championship Wrestling (WCW), où il était connu sous le nom de Flyin' Brian en raison de ses capacités athlétiques et de la variété de ses manœuvres aériennes. Il a été l'un des premiers lutteurs américains, avec "Beautiful" Bobby Eaton, à incorporer une variété de mouvements mexicains de lucha libre dans son arsenal. Il a tenu le championnat NWA United States Tag Team avec The Z-Man entre février 1990 et mai 1990.  Pillman s'est ensuite disputé avec Barry Windham, qu'il a harcelé alors qu'il était habillé en chien jaune masqué après avoir perdu un perdant quitte la WCW (Pillman a finalement été rétabli). Il a également tenu le championnat de courte durée WCW Light Heavyweight à deux reprises entre octobre 1991 et février 1992, rivalisant avec Brad Armstrong, Jushin "Thunder" Liger, Richard Morton et Scotty Flamingo.
Pillman a Effectuer un Heel Turn en septembre 1992, frustré par la blessure au genou de Brad Armstrong et abandonnant le titre WCW Light Heavyweight, alors qu'il devait lutter contre Armstrong pour le titre au Clash of the Champions XX. En novembre 1992, il forme une équipe avec Barry Windham, se battant pour les championnats du monde par équipe NWA et WCW organisés par Ricky Steamboat et Shane Douglas. Windham et Pillman ont perdu contre Steamboat et Douglas à Starrcade le 28 décembre. Leur équipe a duré jusqu'en janvier 1993, alors que Windham visait le NWA World Heavyweight Championship.

### The Hollywood Blonds (1993–1994)
Pillman a poursuivi la chasse au titre par équipe en formant une équipe avec "Stunning" Steve Austin, connu sous le nom de The Hollywood Blonds. Lors de l'épisode de Power Hour du 27 mars 1993, le duo a remporté les championnats contre Steamboat et Douglas. Après la fin de la querelle avec Steamboat et Douglas, ils ont continué à rivaliser avec The Four Horsemen, principalement Ric Flair et Arn Anderson, se moquant de leur âge et parodiant l'émission d'interview de Flair, "A Flair for the Gold", avec leur propre "A Flair for the Old". Ils perdraient les titres NWA et WCW World Tag Team contre Anderson et Paul Roma au Clash of the Champions XXIV (Lord Steven Regal a remplacé Pillman, qui s'est blessé à la jambe lors d'un match par équipe lors d'un épisode du Main Event de la WCW avant le choc des champions). Après la séparation des Hollywood Blonds en octobre 1993, Pillman est devenu un visage, rivalisant avec son ancien partenaire Austin. Il poursuivrait également le championnat du monde de télévision de la WCW, détenu par Lord Steven Regal, avec qui il a lutté pour un tirage au sort limité à 15 minutes au Spring Stampede.

## Extreme Championship Wrestling (1994)
Pillman s'aventurerait dans l'Extreme Championship Wrestling (ECW) en 1994, dans le cadre d'un échange de talents entre l'ECW et la WCW. Son match le plus notable là-bas a été de faire équipe avec Shane Douglas pour remplacer Steve Austin, blessé, avec Sherri Martel comme manager, dans un effort perdu contre Ron Simmons et 2 Cold Scorpio.

## Retour A La WCW (1995-1996)

### The Four Horsemen
Pillman a fait son retour en janvier 1995, à l'origine pour être rebaptisé California Brian (qui a été abandonné après une semaine) en tant que babyface qui avait déménagé en Californie pour poursuivre un travail d'acteur sur Baywatch, avec Pillman progressant lentement dans un préadolescent, rivalisant avec des lutteurs tels que Brad Armstrong, Eddie Guerrero, Alex Wright et Marcus Bagwell d'ici l'automne. En septembre 1995, Pillman forme une équipe avec Arn Anderson et commence à rivaliser avec Ric Flair. Le 4 septembre 1995, Pillman a lutté le premier match de l'épisode inaugural de Monday Nitro en battant Jushin "Thunder" Liger dans un match revanche SuperBrawl II. Après avoir coûté à Flair un match contre Arn Anderson à Fall Brawl, Flair a recruté l'aide de Sting pour faire équipe contre Pillman et Anderson à Halloween Havoc. Pillman et Anderson ont attaqué Flair avant le match, forçant Sting à sortir seul. Lorsque Sting avait le plus besoin d'une étiquette, Flair est sorti à la dernière minute avec un bandage sur la tête, a étiqueté Sting et s'est immédiatement retourné et l'a attaqué en retirant le faux bandage de sa tête pour montrer que tout était un plan entre Pillman, Anderson et Flair dès le début. Ces actions ont marqué la réunion des Four Horsemen. Cette incarnation comprenait Flair, Anderson, Pillman et Chris Benoit. 
Pillman avait travaillé brièvement au Japon en 1991 alors qu'il était à la WCW, mais sa plus longue période là-bas a été de travailler pour la New Japan Pro-Wrestling au milieu de 1995 lorsqu'il a participé au Best of the Super Juniors. Au Japon, il a lutté contre Dean Malenko, Tatsuhito Takaiwa, Black Cat, Koji Kanemoto, Shinjiro Otani, Gran Hamada, Black Tiger (en), Wild Pegasus, Alex Wright et El Samurai dans des matchs en simple et en équipe avec Wright, Norio Honaga, Hamada ou Malenko contre Akira Nogami, Koji Kanemoto, Takayuki Iizuka, El Samurai, Malenko et Honaga. Il a également participé à plusieurs matchs multi-hommes avant de revenir à la WCW.

### Loose Canon et Départ
À la fin de 1995, Pillman a développé son gimmick "Loose Cannon", cultivant une réputation de comportement imprévisible. Au cours de cette période, Pillman a changé son style athlétique propre d'autrefois avec Hollywood Blond et Flyin 'Brian pour une image énervée et hors de contrôle. Même ses alliés des Horsemen, en particulier Anderson, se méfiaient de son comportement et tentaient en vain de le garder sous contrôle. Presque tout le temps, Pillman pouvait être vu portant des gilets en cuir, des lunettes de soleil, des bijoux et des t-shirts graphiques avec des crânes, des monstres et des dictons dessus. Pillman brouille fréquemment les faits et la fiction avec ses tournages travaillés. Lors d'un match avec Eddie Guerrero le 23 janvier 1996 dans l'épisode de Clash of the Champions XXXII, Pillman a attrapé le commentateur Bobby Heenan par le col, ce qui a poussé Heenan (qui avait des antécédents de problèmes de cou) à laisser échapper "Qu'est-ce qu'il fous ?" vivre à l'antenne. Pillman a révélé que Kevin Sullivan est booker lors du pay-per-view SuperBrawl VI de février 1996 dans un match I Respect You où le perdant annonce qu'il respecte l'autre lutteur, un peu comme un match "I Quit". Pillman a perdu contre Sullivan, après que Pillman a attrapé le microphone et a dit à Sullivan "Pillman te respecte, booker man." Les mots "booker man" ont été coupés de la bande publicitaire. Le lendemain de SuperBrawl VI, Pillman a été licencié par le président de la WCW Eric Bischoff. Dans l'autobiographie de Bischoff, il a déclaré que Pillman avait été licencié afin qu'il puisse aller développer le gimmick du "loose canon" à la ECW puis revenir à la WCW avec une chaleur plus légitime. Bischoff prétend que c'était un plan que lui et Pillman ont élaboré ensemble. Cela se retournera plus tard contre Bischoff car Pillman n'est pas revenu.

## Retour A La ECW (1996)
Immédiatement après son départ de la WCW, Pillman est revenu à la ECW et est apparu à la convention Internet annuelle de la promotion, ECW CyberSlam, le 17 février 1996. Lors d'une interview menée sur le ring par Joey Styles, Pillman a insulté Bischoff, le traitant de commentateur "gofer", et un "morceau de merde". Il a tourné son attention vers le public de la ECW, les qualifiant avec dérision de « marques intelligentes ». Après que Styles ait tenté de mettre fin à l'interview, Pillman a menacé de "tirer (son) Johnson" et d'uriner sur le ring. Pillman a été confronté au propriétaire de l'ECW Tod Gordon, au booker Paul Heyman et au lutteur Shane Douglas, qui l'ont fait retirer du ring par des gardes de sécurité. Tout en étant traîné hors de l'arène, Pillman a attaqué une plante assise dans le public avec une fourchette qu'il a produite à partir de sa botte. Bien qu'il n'ait pas lutté pour la ECW, Pillman a fait plusieurs autres apparitions avec la promotion, s'engageant dans une guerre des mots avec Douglas, mettant en place une querelle proposée.
Il a gagné la colère de New Jack dans les coulisses lorsqu'il a qualifié l'équipe de Jack de Jack avec Mustafa Saed de "Niggas with Attitudes" lors de l'écrasement d'une de leurs interviews, une référence au groupe de rap N.W.A.[26] Avec son personnage de « Loose Cannon », Pillman est devenu le sujet de conversation des trois principales promotions, alors qu’il était en route pour la World Wrestling Federation (WWF) après avoir été programmé pour lutter contre Shane Douglas à la ECW. Le 15 avril 1996, Pillman a été grièvement blessé après s'être endormi alors qu'il conduisait son Hummer H1 dans le Kentucky et s'est heurté à un tronc d'arbre, renversant le véhicule. Il était dans le coma pendant une semaine et a subi une fracture de la cheville, forçant les médecins à la fusionner dans une position de marche fixe et forçant ainsi Pillman à abandonner son ancien style de lutte de haut vol pour un style plus terre à terre étant donné l'état de son pieds.

## World Wrestling Federation (1996-1997)

### Histoire Avec Steve Austin et "Pillman's Got a gun" (1996-1997)
Pillman a signé un contrat avec la WWF le 10 juin 1996, la signature étant annoncée lors d'une conférence de presse. Il a été le deuxième lutteur à signer un contrat garanti avec la WWF après Marc Mero, révélateur de la période au cours de laquelle Vince McMahon a commencé à protéger la société de la perte brutale de talent au profit de la WCW, avec Lex Luger, Kevin Nash et Scott Hall tous auparavant. donc. Pillman a agi en tant que commentateur tout en se remettant de sa cheville cassée, passant à un rôle de lutteur après avoir attaqué un fan indiscipliné lors d'un épisode de WWF Superstars le 29 juin 1996 à Detroit. Lors de l'épisode de Raw du 4 novembre 1996, Pillman a participé au tristement célèbre angle "Pillman's got a gun" avec son ancien coéquipier Stone Cold Steve Austin. Lorsque Pillman est arrivé pour la première fois à la WWF, il s'est immédiatement aligné sur son ami de longue date et ancien coéquipier Austin, lui servant de laquais pendant qu'il se rétablissait. Cependant, Pillman a commencé à favoriser sensiblement l'ennemi juré d'Austin, Bret Hart, avant qu'Austin n'en ait assez et l'attaque brutalement sur le ring lors d'une interview sur un épisode de Superstars le 27 octobre 1996. Austin et Pillman se disputaient depuis plusieurs semaines, et Austin a finalement a décidé de prendre les choses en main et de rendre visite à Pillman, qu'il avait déjà blessé, à son domicile de Walton, Kentucky. L'intervieweur du WWF, Kevin Kelly, était assis dans la maison de Pillman avec une équipe de tournage et la famille Pillman, tandis que les amis de Pillman entouraient la maison pour le protéger. Austin a été attaqué par les amis de Pillman dès son arrivée, mais il les a rapidement maîtrisés. Il a ensuite fait irruption dans la maison de Pillman et a avancé sur son ennemi juré. Cependant, Pillman a répondu en produisant un pistolet qu'il avait montré plus tôt et en le pointant sur un Austin hésitant, tandis que Kelly et la femme de Pillman, Melanie, ont crié à l'aide. L'alimentation de la caméra a ensuite été interrompue, la scène passant au noir. Le réalisateur sur place a pris contact avec le commentateur Vince McMahon et a rapporté qu'il avait entendu "quelques explosions". La transmission a été restaurée peu avant la fin de Raw, et les téléspectateurs ont vu les amis de Pillman traîner Austin hors de la maison tandis que Pillman pointait l'arme sur Austin et annonçait son intention de "tuer ce fils de pute!" Pillman a également glissé en disant "sortez de ce putain de chemin!" à la télévision en direct, ce qui a empêché son montage. Le WWF et Pillman se sont finalement excusés pour l'angle entier.

### The Hart Foundation (1997)
Après WrestleMania 13, Pillman est revenu et s'est aligné avec ses vrais amis proches Bret Hart, Owen Hart, The British Bulldog et Jim Neidhart dans le cadre de la Hart Foundation anti-américaine, il effectue un heel turn, qu'il connaissait tous depuis ses racines de Stampede Wrestling. Il a commencé à se quereller avec son ancien partenaire, Steve Austin. Au cours de la querelle, Austin a été crédité à l'écran pour avoir endommagé la cheville de Pillman fin octobre 1996 après l'avoir placée entre le siège et le dossier d'une chaise pliée, puis avoir sauté sur la chaise (ce style particulier d'attaque a depuis été surnommé « The Pillmanizer », en l'honneur de cet incident). Pillman a recommencé à concourir en tant que compétiteur à temps plein sur le ring en mai, faisant fréquemment équipe avec les membres de la Hart Foundation dans des matchs à 6 contre Austin et la Legion of Doom. Le 6 juillet 1997, à In Your House 16: Canadian Stampede dans la ville natale de Bret, Calgary, Pillman et The Hart Foundation ont vaincu l'équipe américaine de Stone Cold Steve Austin, Goldust, Ken Shamrock et The Legion of Doom dans un match par équipe à 10. dans l'événement principal. Après sa rivalité avec Austin, il rivalisait avec Goldust sur Marlena jusqu'à sa mort. Pillman a vaincu Goldust à In Your House 17: Ground Zero. Cela s'est avéré être sa dernière apparition à la carte à la WWF. Au cours de la querelle, ils apparaîtront pendant plusieurs semaines plus tard dans des segments appelés "Brian Pillman's XXX-Files", dans lesquels Marlena devait porter des vêtements sexuellement provocateurs. Son dernier match télévisé de la WWF lors de l'épisode Shotgun Saturday Night du 4 octobre 1997, battant Dude Love par disqualification en raison de l'interférence de Goldust. Après le match, Goldust l'a chassé, lui et Marlena, de l'arène.

## Décès
Dans la matinée du 5 octobre 1997 avant le spectacle In Your House: Badd Blood à Saint-Louis, Pillman décède dans une chambre d'hôtel dans le Minnesota, à l'âge de 35 ans. Alors qu'il avait un document qui confirmait l'abus de prescription de drogue, une autopsie détectait une malformation cardiaque qui a conduit à son décès.

## Héritage
Au début de 2008, la fille adoptive de Pillman, Alexis Michelle Reed, est entrée dans la lutte professionnelle en tant que valet et ring girl sous le nom de "Sexy" Lexi Pillman. Le 26 novembre 2009, Reed est décédée des suites de blessures subies dans un accident de voiture. Reed avait 26 ans. Comme son père, Brian Zachary est devenu joueur de football et a joué au niveau secondaire tout en fréquentant le lycée Dixie Heights avant d'obtenir son diplôme en 2011. En février 2017, il a annoncé sa décision de suivre les traces de son père pour devenir lutteur professionnel. Il a ajouté qu'il voulait suivre le style de haut vol de son père et garder son héritage vivant. Le jeune Pillman a été formé par Lance Storm et utilise le compte Twitter @FlyinBrianJr en hommage à son père. Il ferait ses débuts en décembre 2017 et lutte maintenant pour la Major League Wrestling dans le cadre de la New Hart Foundation avec Davey Boy Smith Jr. Il a également fait plusieurs apparitions pour All Elite Wrestling à partir de l'été 2020.

## Palmarès
- National Wrestling Alliance
  - NWA World Tag Team Championship (1 fois) avec "Stunning" Steve Austin[3]
  - NWA United States Tag Team Championship (1 fois) avec Tom Zenk

- Pro Wrestling Illustrated
  - Classé numéro 84 dans la liste des 500 meilleurs catcheurs des années PWI en 2003
  - Classé numéro 50 des meilleures équipes des années PWI (avec "Stuning" Steve Austin)[4]

- Stampede Wrestling
  - Stampede International Tag Team Championship (2 fois) avec Bruce Hart[5]

- World Championship Wrestling
  - WCW Light Heavyweight Championship (2 fois)
  - WCW World Tag Team Championship (1 fois) avec "Stunning" Steve Austin[6]

- Wrestling Observer Newsletter
  - Débutant de l'année (1987)[7]
  - Équipe de l'année (1993) avec Steve Austin[8]
  - Catcheur le plus sous-estimé (1994)[9]
  - Rivalité de l'année (1997) avec la Hart Foundation, contre Steve Austin[10]

## Jeu Vidéo
- WCW Superbrawl Wrestling (Video game - SNES, Novembre 1994)
- Legends of Wrestling (Video game -  3 December, 2001;  27, Mai 2002)
- Legends of Wrestling II (Video game - Novembre 2002)
- Showdown: Legends of Wrestling (Video game -  22, Juin 2004)
- WWE '13 Downloadable Content (Video game, Janvier 2013)
- WWE 2K16 (Video game -  27, Octobre 2015)
- WWE 2K17 (Video game - 11, Octobre 2016)